# 가모메
가모메(일본어: かもめ)는 니시큐슈 신칸센의 열차 등급으로 큐슈여객철도가 단독으로 운행하는 열차이다. 원래 2022년 9월 23일 니시큐슈 신칸센 개통 이전에는 큐슈여객철도가 단독으로 운영하는 특급 열차의 명칭이었으나, 2022년 9월 23일에 마지막으로 폐지되었다. 열차 등급을 표시하는 고유색은 파랑색이다.

## 개요
1976년 7월 1일에 나가사키 본선과 사세보 선 전구간 전철화에 따라, 당시 고쿠라역 • 하카타 역 ~ 나가사키 역 간을 운행했던 급행 '데지마'(出島)의 차량의 일부를 특급열차로 격상시켜서 1일 7왕복으로 운행을 개시했다. 운행 구간의 선로 용량 때문에, 그 중 6왕복은 고쿠라 역 • 하카타 역 ~ 히젠야마구치 역 구간은 사세보역 발착인 특급 '미도리'(みどり)와 병결 운행했다. 나머지 1왕복은 미도리 편성을 가모메의 부속 편성으로 연결하여, 히젠야마구치 역에서 연결을 해제하는 형태로 운행하였다. 2022년 9월, 니시큐슈 신칸센이 개통함으로써, 결국 특급열차로써의 가모메는 폐지되었다. 그러나 니시큐슈 신칸센이 다른 신칸센 노선과 접속하지 않기에, 이에 대한 보완책으로, 다케오온센 - 하카타 간은 릴레이 가모메로 운행 중이다.

## 운행 현황
| 운행 노선 | 열차 번호     | 운행 구간             | 차량    | 비고                            |
| --------- | ------------- | --------------------- | ------- | ------------------------------- |
| 니시큐슈  | 1호 ~ 64호    | 다케오온센 ~ 나가사키 | N700S계 | 일부 시간대 신오무라에서 시종착 |
| 니시큐슈  | 101호 ~ 102호 | 신오무라 ~ 나가사키   | N700S계 |                                 |

## 정차역
| 가모메                         | ● | ■ | ■ | ● | ● |
| ●＝정차；■＝일부 정차；↔＝통과 |   |   |   |   |   |

## 역사
2020년 10월 28일 큐슈여객철도는 니시큐슈 신칸센 1단계 구간인 다케오 온센 ~ 나가사키 구간 개통 이후 열차명을 발표와 동시에 현재의 명칭이 되었다.

## 운행 열차

### 현재 운행하는 열차
- N700S계

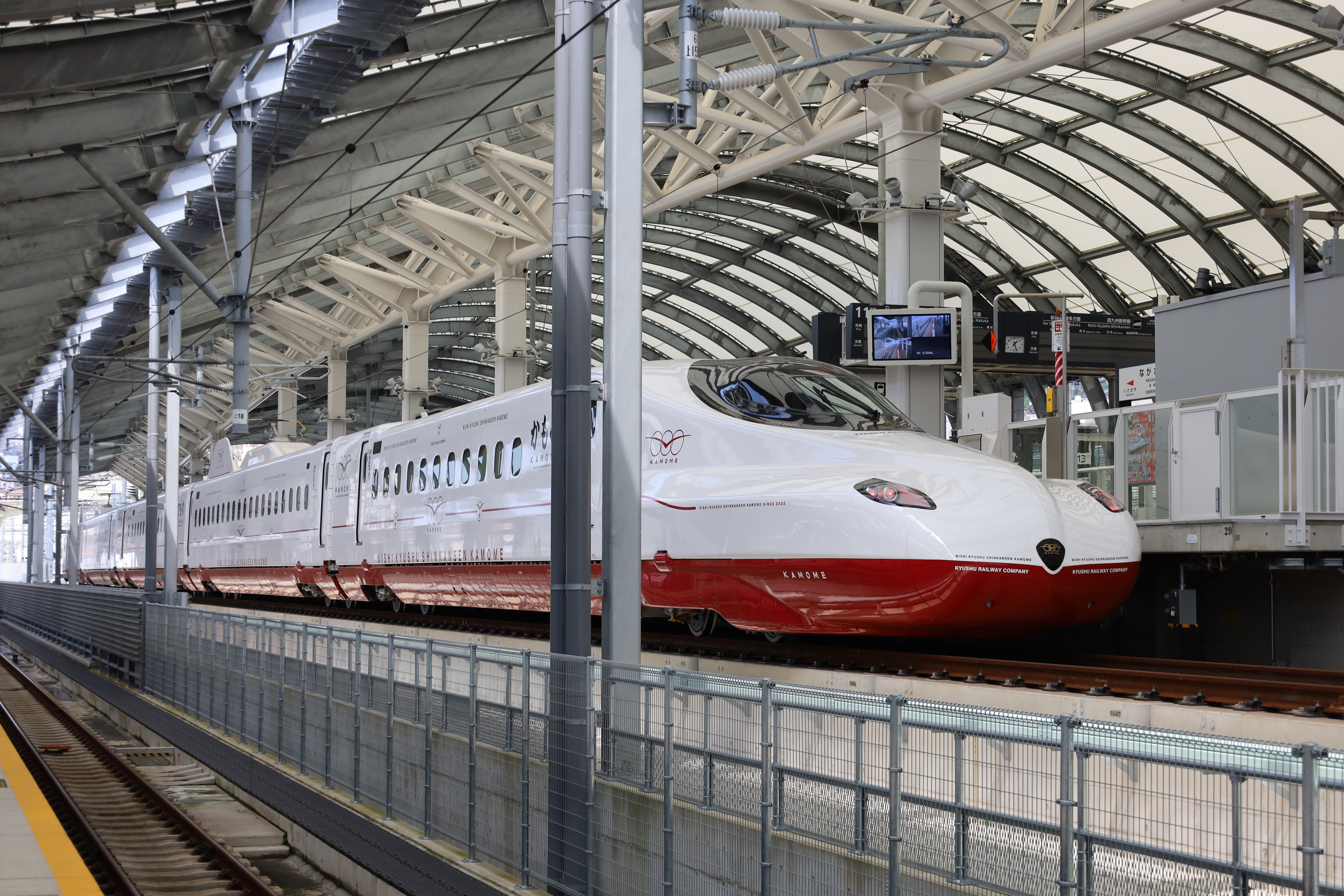
신칸센 N700S계

## 객차 구성

### N700S계
| 호차 | 1      | 2      | 3                  | 4      | 5      | 6      |
| ---- | ------ | ------ | ------------------ | ------ | ------ | ------ |
| 좌석 | 지정석 | 지정석 | 지정석             | 자유석 | 자유석 | 자유석 |
| 시설 | 화장실 |        | 화장실 장애인 좌석 |        | 화장실 | 전화   |

## 재래선 특급 가모메
2022년 9월 22일까지 당시 운행 상황은 요시즈카역 • 하카타역 ~ 사가역 • 히젠카시마역 • 나가사키역 간을 가고시마 본선, 나가사키 본선을 경유하여 운행하는 특급열차였다.

## 같이 보기
- 가고시마 본선
- 나가사키 본선
- 니시큐슈 신칸센